# 林启

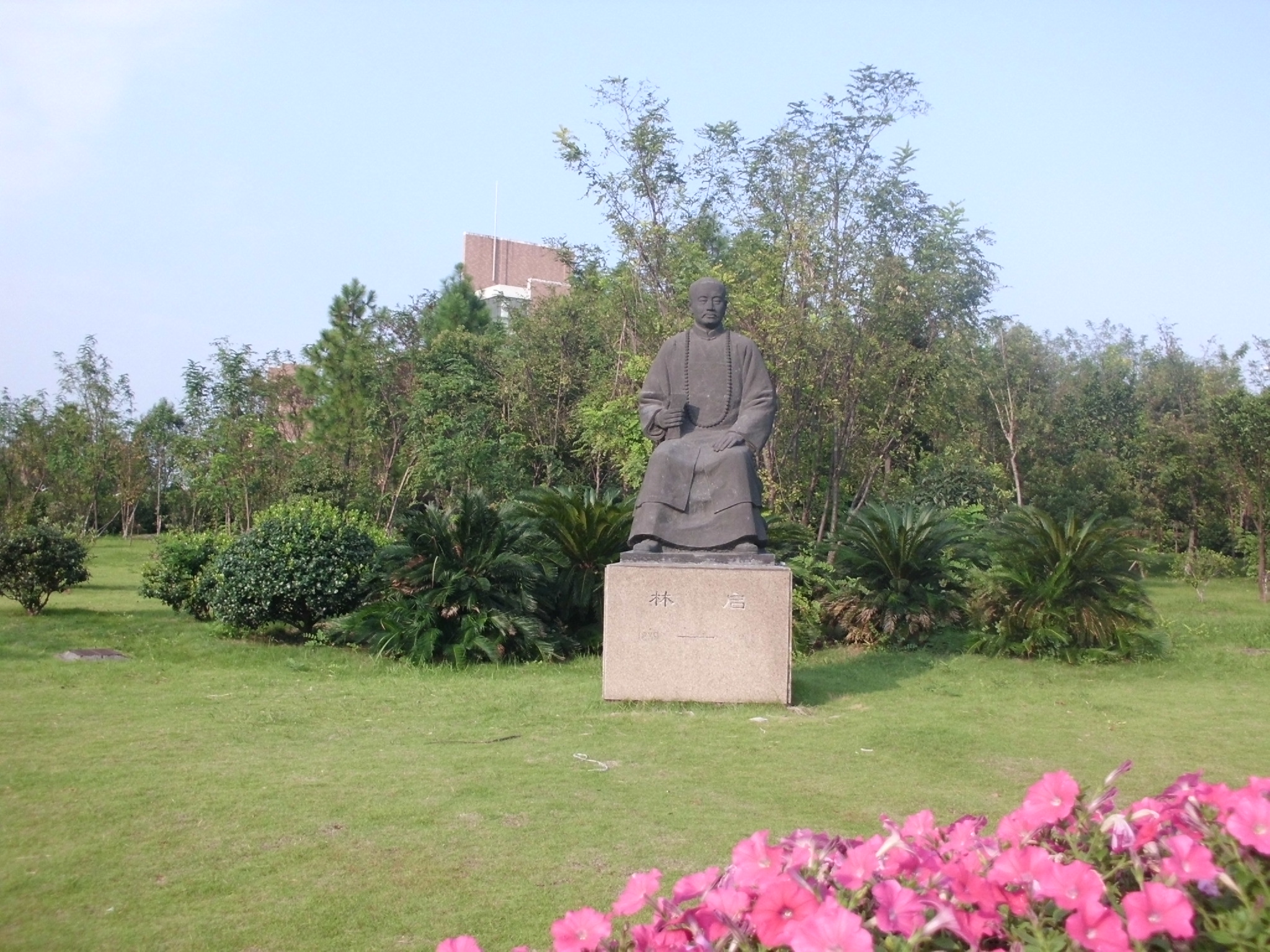
位于浙江理工大学校园里的林启像

林启（1839年—1900年），字迪臣。中国福建侯官（今福州市區）人。晚清官員。

## 生平
清同治三年（1864年）甲子科举人；光绪二年（1876年）丙子科进士，選翰林院庶吉士。散馆后，授翰林院编修，外放陕西学政。历任顺天府乡试同考官（1879年）、翻译内监试、浙江道监察御史（1889年）。旋以直言，外放浙江衢州府知府，丙申二月调补杭州知府。在杭州知府任内，兴办了一、求是书院（浙江大学的前身）；二、养正书塾（杭州高级中学与杭州第四中学的前身），开浙江省普通中等教育之先河；三、蚕学馆，后改为蚕桑学校现浙江理工大学。对浙江文教事业与经济的发展起了重要作用，其影响已不限于一省。宦浙五年，卒于杭州任所。林啟生前奏議輯成《林公迪臣奏議公文遺稿》，現收錄於《浙學未刊稿叢編·第三輯》中。

## 軼事
林迪臣太守喜與文人雅士交往，包括高鳳岐（治杭時得力助手）、林旭、李宣龔、吳德瀟、邵章、陳希彭、鄭孝檉等。林紓受陳希賢之聘到杭，曾於光緒己亥（1899）參加迪臣子林志恂 (字子忱)組織的文人雅集，為《林迪臣孤山補梅圖》作記。其他題詠者包括鄭孝胥(卷首題字)、譚獻、金夔伯、陳寶琛、何剛德等。

## 家族
子林志恂 (字子忱)，於光緒三十年（1904）擔任同鄉林紹年創辦之雲南蠶桑學堂首任校長，著有《蠶桑淺要》一卷; 子林志昭, 曾與兄/弟志恂共同參與《譯林》雜志; 幼子林桐實(字敦民)為外交官，魏瀚女婿。林桐實長子林君立為陳籙二女婿等。
杭州孤山林社為紀念林啟而設。